# Thierry Legault

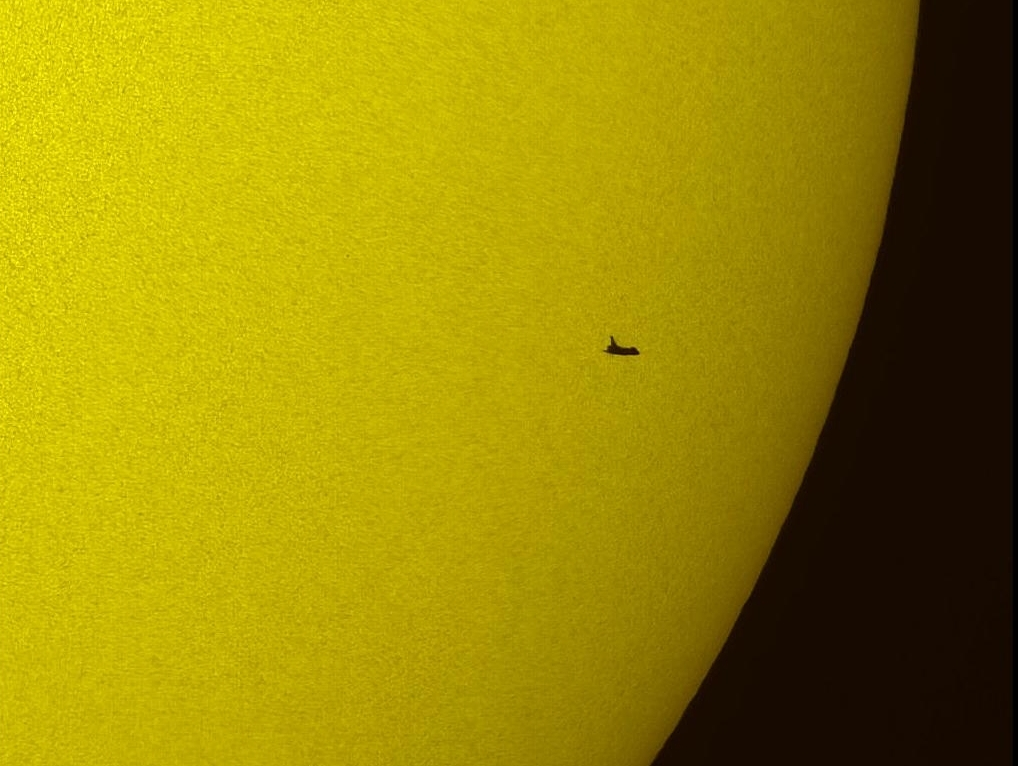
Transit de la navette spatiale Atlantis par Thierry Legault.

Thierry Legault, né en 1962, est un astronome amateur français, spécialiste de l'astrophotographie.

## Biographie
Ingénieur de métier, il débute l'astrophotographie en 1993 et recourt d'emblée à des caméras CCD pour imager le ciel profond ; il rejoindra ensuite l'AUDE (Association des utilisateurs de détecteurs electroniques), qui a pour but de développer l'observation astronomique à base de détecteurs électroniques. En 1994, il participe, en compagnie de Christian Buil, à une mission à l'observatoire du Pic du Midi sur la collision de la comète Shoemaker-Levy 9 avec Jupiter, et se lance dans la photographie planétaire. Il est le premier amateur à avoir montré sur ses clichés la division d'Encke sur les anneaux de Saturne,.
Ses photographies du ciel profond, des planètes, de la lune et du soleil (éclipses et images en Hα) sont publiées dans de nombreuses revues astronomiques. Son image du transit solaire de la Station spatiale internationale (ISS) et de la navette spatiale Atlantis a été présentée sur CNN en introduction du bulletin météorologique de Femi Oke du 6 octobre 2006. Sur ce même principe, il a photographié le transit de la navette spatiale Atlantis accompagnée du télescope spatial Hubble lors de sa mission de service en mai 2009,. Récemment il a photographié le transit de la station spatiale internationale devant le soleil durant l'éclipse partielle du 4 janvier 2011. Le 6 juin 2012, durant le transit de Vénus, il s'est rendu en Australie pour photographier Vénus et le télescope spatial Hubble devant le soleil,.
L'Union astronomique internationale a donné son nom à (19458) Legault (1998 HE8), un astéroïde de la ceinture principale découvert en 1998 par Michel Bœuf. La Société astronomique de France lui a décerné en 1999 le prix Marius Jacquemetton, qui récompense « une œuvre astronomique remarquable tant dans le domaine de la popularisation que dans celui de la pratique de l'astronomie d'amateur ». 
Il a publié Le Grand Atlas de la lune avec Serge Brunier chez Larousse en 2004 puis, en 2006, Astrophotographie, qui a reçu le Prix spécial du jury du Festival d'astronomie de Haute-Maurienne 2007.